# A120 (Russland)
Die A120 Sankt Petersburg Südlicher Halbring (russisch A120 «Санкт-Петербургское южное полукольцо») ist eine Fernstraße in Russland. Sie beginnt in Bolschaja Ischora, 40 km westlich von Sankt Petersburg entfernt, und führt über die Städte Gattschira, Uljanowka und Mga nach Kirowsk. Die Fernstraße ist 149 km lang.

## Geschichte
Die Umgehungsstraße wurde in den 1970er Jahren von der Sowjetarmee gebaut und verband verschiedene militärische Einrichtungen, die vor allem der Luftabwehr dienten. Auf einigen Abschnitten war sie für die Öffentlichkeit gesperrt. 

## Planungen
Seit einigen Jahren wird parallel zum Südlichen Halbring eine neue Ringautobahn um Sankt Petersburg geplant, die den Namen KAD-2 erhalten soll. Ziel der neuen Ringautobahn ist es, die bestehende Ringautobahn A118 (KAD) zu entlasten. Die Fertigstellung der neuen Ringautobahn ist für das Jahr 2035 geplant. Der westliche Abschnitt der A120 von Bolschaja Ischora bis Tosno soll ausgebaut und in die neue Ringautobahn integriert werden.